# Emma Laine
Emma Laine (Karlstad, 26 maart 1986) is een tennisspeelster uit Finland.
Zij begon op vijfjarige leeftijd met tennis.
Haar favoriete ondergrond is hardcourt. Zij speelt linkshandig en heeft een tweehandige backhand.
Van 2001 tot en met 2014 kwam Laine bijna jaarlijks voor Finland uit op de Fed Cup. In het enkelspel behaalde zij daar een winst/verlies-balans van 34–8.
Haar vader Erkki Laine was een Fins ijshockeyspeler, die in Zweden speelde. Daardoor is Emma Laine in Zweden geboren. Haar oudere zus Essi Laine was ook professioneel tennisspeelster.

## Posities op deWTA-ranglijst
Positie per einde seizoen:
| jaartal | ranking enkelspel | ranking dubbelspel |
| ------- | ----------------- | ------------------ |
| 2002    | 842               | 977                |
| 2003    | 860               | 444                |
| 2004    | 165               | 194                |
| 2005    | 100               | 182                |
| 2006    | 77                | 65                 |
| 2007    | 214               | 89                 |
| 2008    | 403               | 150                |
| 2009    | 371               | 177                |
| 2010    | 285               | 155                |
| 2011    | 495               | 151                |
| 2012    | –                 | 599                |
| 2013    | –                 | 700                |
| 2014    | 537               | 476                |
| 2015    | –                 | 621                |

## Prestatietabel grandslamtoernooien
| Legenda | Legenda                          |
| ------- | -------------------------------- |
| g.t.    | geen toernooi gehouden           |
| l.c.    | lagere categorie                 |
| –       | niet deelgenomen                 |
| G       | uitgeschakeld in de groepsfase   |
| 1R      | uitgeschakeld in de eerste ronde |
| 2R      | uitgeschakeld in de tweede ronde |
| 3R      | uitgeschakeld in de derde ronde  |
| 4R      | uitgeschakeld in de vierde ronde |
| KF      | uitgeschakeld in de kwartfinale  |
| HF      | uitgeschakeld in de halve finale |
| F       | de finale verloren               |
| W       | het toernooi gewonnen            |
| w-v     | winst/verlies-balans             |

### Enkelspel
| Toernooi        | 2005 | 2006 | 2007 |
| --------------- | ---- | ---- | ---- |
| Australian Open | –    | 2R   | 1R   |
| Roland Garros   | –    | 2R   | 1R   |
| Wimbledon       | –    | 1R   | –    |
| US Open         | 2R   | 2R   | –    |

### Vrouwendubbelspel
| Toernooi        | 2006 | 2007 |
| --------------- | ---- | ---- |
| Australian Open | 1R   | 1R   |
| Roland Garros   | 2R   | 2R   |
| Wimbledon       | 3R   | 2R   |
| US Open         | 2R   | 1R   |

### Gemengd dubbelspel
| Toernooi        | 2007 |
| --------------- | ---- |
| Australian Open | –    |
| Roland Garros   | –    |
| Wimbledon       | 2R   |
| US Open         | –    |